# Léster Rodríguez
Léster Yomar Rodríguez Herrera (n. 29 martie 1952, Barinas, Venezuela) este un inginer, academice și politice venezuelean, actualul primar de Mérida (Venezuela). Ales cu COPEI, se numără printre candidații la viitoarele alegeri ca guvernator al statului Mérida (2012), Precum și decan emerit de la Universitatea din Anzi.